# AeroSpace and Defence Industries Association of Europe
Die ASD (AeroSpace and Defence Industries Association of Europe) ist der Spitzenverband der europäischen Luft- und Raumfahrt-, Sicherheits- und Rüstungsindustrie. Die Rechtsform ist eine belgische Vereinigung ohne Gewinnerzielungsabsicht. Sie wurde 2004, zeitgleich mit der EDA, gegründet und ist die Gesamtvertretung mehrerer Dachverbände und Unternehmen in verschiedenen europäischen Ländern.
Die ASD ist nicht zu verwechseln mit der ASD-STAN, die im Auftrag des CEN Normen für die Luft- und Raumfahrtindustrie entwickelt. Die Vorstandsmitglieder der ASD sind die Vorstandsvorsitzenden der jeweiligen Unternehmen die damit auch die Richtung der ASD festlegt.

## Geschichte
AECMA hat sich 2004 mit zwei anderen europäischen Luftfahrtorganisationen der European Defence Industries Group (EDIG) und Eurospace zu ASD, der Aerospace and Defence Industries Association of Europe vereinigt. Somit ist die ASD ein Zusammenschluss von drei ehemaligen Interessenvereinigungen; der AECMA, der EDIG und Eurospace.

### ASD und AECMA
Die AECMA (Association Europeene des Constructeurs de Materiel Aerospatial) war ein 1950 gegründeter Zusammenschluss der Konstrukteure für Materialien, welche speziell für die Luftfahrt hergestellt wurden. Im Jahr 1999 wurde ein neues Arbeitsgremium etabliert mit dem Ziel eine Standardisierungsorganisation zu gründen. Die AECMA-STAN wurde gegründet. Aus der AECMA-STAN ist die ASD-STAN entstanden. Die ASD-STAN gliedert sich in 8 Bereiche und 38 Arbeitsgruppen.  Die von der ASD-STAN erarbeiteten Normen durchlaufen den offiziellen Normungsprozess der nationalen DIN Normen, europäischen Normen und internationalen Normen. Somit ist die ASD-STAN das offizielle assoziiertes Gremium des CEN für Luft- und Raumfahrtnormen. Die ASD-STAN erarbeitet heute noch vornehmlich Normen für die Luft- und Raumfahrtindustrie.

## Zweck und Mitglieder
Die ASD vertritt europaweit mehrere Dachverbände und damit mehr als 4.000 Unternehmen in 20 europäischen Ländern.
Die Organisation fungiert als Lobbygruppe und politischer Fürsprecher der Industrie innerhalb des Establishments der Europäischen Union insbesondere der Europäischen Verteidigungsagentur, der Agentur der Europäischen Union für Flugsicherheit sowie der Agentur der Europäischen Union für das Raumfahrtprogramm.
Das Sekretariat der ASD leitet die Sky and Space Intergroup, die Mitglieder des EU-Parlamentes mit Vertretern der Luftfahrt- und Luftwaffenindustrie zusammenbringt. Als Spitzenverband in mehreren Branchen mit starken Lobbyverbänden hat die ASD inzwischen sehr viel Macht und übt einen großen Einfluss auf politische Entscheidungen in Brüssel aus.
Die ASD hat derzeit folgende Mitglieder:

### Nationale Vereinigungen
- Aviation Austria – Dachverband Luftfahrt
- AED Cluster Portugal
- ADS UK
- Agoria Belgien
- AIAD Italien
- ALKP Tschechien
- APAI Polen
- Bundesverband der Deutschen Sicherheits- und Verteidigungsindustrie Deutschland
- BDLI Deutschland
- DI Dänemark
- DAIF Latvia Lettland
- FSi Dänemark
- GIFAS Frankreich
- HASDIG Griechenland
- IDSA Irland
- LDSIA Litauen
- NIDV Niederlande
- PIA Finnland
- SASAD Türkei
- SEKPY Griechenland
- SOFF Schweden
- TEDAE Spanien
- WKO Österreich

### Unternehmensmitglieder
- Airbus
- Antonow
- Avio Aero
- BAE Systems
- Dassault Aviation
- Diehl (Unternehmen)
- Fincantieri
- GKN Aerospace
- Hensoldt (Unternehmensgruppe)
- KNDS
- Kongsberg Gruppen
- Leonardo S.p.A.
- Liebherr
- MBDA
- Naval Group
- Navantia
- Patria (Unternehmen)
- Polska Grupa Zbrojeniowa
- Rheinmetall
- Rolls-Royce Group
- Saab
- Safran S.A.
- Sopra Steria
- Thales Group

### Schwerpunkte
Die Schwerpunkte der ASD und ihrer Mitglieder sind:
- Verbinden von Luftverkehrsmanagement, Lufttüchtigkeit und Sicherheit, Mobilität im städtischen Luftraum und Cybersicherheit in der Zivilluftfahrt[16] 
Im Gebiet der Zivilluftfahrt und des Luftverkehrsmanagements, werden Standards entwickelt. Dazu gehört die Erörterung der Erfordernisse für die Schaffung eines Unternehmensumfelds, das die Wettbewerbsfähigkeit der europäischen Industrie steigert und ihr Potenzial zum Nutzen Europas – und darüber hinaus – maximiert.[17]

- Schützen von Zugang zu Finanzmitteln, Kapazitätsaufbau, Cyberverteidigung und kritische Rohstoffe[18] 
Im Gebiet des Zugangs zu Finanzmitteln wird die ASD maßgeblich von der EDA und den nationalen Verbänden unterstützt.[19][20]
- Nachhaltigkeit von klimaneutrale Luftfahrt, Klima und Verteidigung, Chemikalien und Gefahrstoffe sowie Forschung und Entwicklung[21] 
 Auf dem Gebiet der Chemikalien und Gefahrstoffe ist die ASD bei der Erarbeitung sektorspezifischer Orientierungshilfen im Bereich REACH involviert.[22]

#### Erklärung der Beschaffungen
Die Beschaffungen in der Rüstungs-, Luftfahrt- und Raumfahrtindustrie habe oftmals eine Laufzeit von mehreren Jahrzehnten. Als Beispiele sind hier die Beschaffungen eines Kampfflugzeuges, Satelliten oder Panzers zu nennen. Die Kosten für derartige Beschaffungen liegen zu ca. 1/3 bei der Beschaffung und ca. 2/3 zum Betrieb und Unterhalt. Hier reicht es nicht nur die Produktentwicklung und Produktion des Produktes zu beauftragen. Häufig müssen auch infrastrukturelle Einrichtungen und Gegebenheiten zeitgleich beauftragt werden, wie z. B. Liegenschaften zur Lagerung, Schulung und Reparatur. Außerdem muss genügend Personal (militärisch und zivil), mit den Fähigkeiten die für den Betrieb, die Wartung und den Support von Systemen während ihrer gesamten Lebensdauer erforderlich sind, vorhanden sein. Zusätzlich umfassen die einzelnen Beschaffungen häufig verschiedene Nationen mit unterschiedlichen finanziellen Finanzierungszusagen und Zeiträumen. Das bedeutet, dass eine frühzeitige Kapitalfinanzierung der Beschaffungen geplant werden muss. Die verschiedenen Nationen haben zudem einen unterschiedlichen Rechtsrahmen der beachtet werden muss. Folglich laufen die Beschaffungen über einen Zeitraum, in denen die Regierungen der beteiligten Länder mehrfach wechseln können, und somit auch die finanziellen Prioritäten und die Rechtsrahmen.
Neben den politischen Gegebenheiten und Vorgaben spielen auch die Unternehmen in den Beschaffungen eine nicht zu unterschätzende Rolle. Zum einen bezüglich der jahrelangen Laufzeit der Beschaffungen und zum anderen die Spezialisierung auf einzelne Fachgebiete. So muss ein Produkt was schon über einen langen Zeitraum in der Nutzung ist auch weiter versorgt werden. Dies ist allein bei der Softwareentwicklung eine Herausforderung. Auch die Komplexität mit teilweise mehreren hundert involvierten Unternehmen für eine Beschaffung sind eine Herausforderung. Hierbei versucht jedes Unternehmen seinen Einfluss zu vergrößern und so den Unternehmenserfolg auf mehrere Jahre zu sichern.
Auswirkungen unkorrekter Entscheidungen und mangelnder Kommunikation innerhalb solch komplexer Beschaffungen, innerhalb des PLM, können am Beispiel der Produktfamilie Boeing 737 MAX gesehen werden.

## Standardentwickung

### Die S-Series of Standards
Die ASD entwickelt und gibt folgende Spezifikationen, bekannt unter der S-Series of Specifikation, heraus:
- ASD/AIA SX000i Internationale Spezifikation für integrierte Produktunterstützung (IPS)[24]
- S1000D, Internationale Spezifikation für technische Veröffentlichungen unter Verwendung einer gemeinsamen Quelldatenbank[25]
- S2000M, Internationale Spezifikation für das Materialmanagement[26]
- S3000L, Internationale Spezifikation für logistische Unterstützungsanalysen – LSA[27]
- S4000P, Internationale Spezifikation für die Entwicklung geplanter Wartungsprogramme[28]
- S5000F, Internationale Spezifikation für die Rückmeldung von Betriebsdaten[29]
- S6000T, Internationale Spezifikation für Trainingsanalyse und -design[30]
- SX001G, Glossar für die IPS-Spezifikationen der S-Serie[31]
- SX002D, Gemeinsames Datenmodell für die IPS-Spezifikationen der S-Serie[32]
- STE 100, Simplified Technical English (Vereinfachtes technisches Englisch)

Die Spezifikationen S1000D, S3000M, S4000P, S5000F und S6000T bilden in der Metasprache XML verschiedene Datenmodelle ab. Diese sind XML Schemata. Die Spezifikation S2000M ist eine Datenbank gestützte Spezifikation zur Versionierung und Management von Ersatzteildaten.

### Ziele der S-Series of Standards
Mit der Entwicklung und Herausgabe der S-Series of Standards wird versucht, die teilweise über Jahrzehnte, laufende komplexe Beschaffung in der Rüstungs-, Luftfahrt- und Raumfahrtindustrie zu vereinheitlichen.

### Entwicklung der Standards

#### ASD und A4A
Die ASD und die ähnlich gelagerte Airlines for America (A4A) sind Interessenvertretungen der jeweiligen Mitglieder. Es wurden parallel ähnliche Standards entwickelt, wie z. B. für die technische Dokumentation die S1000D auf Seiten der ASD und die ATA iSpec 2200 auf Seiten der A4A. Diese Standards sollen nun zusammengeführt werden.
Zitat der A4A zu ATA iSpec 2200

„ATA iSpec 2200 ist ein globaler Standard der Luftfahrtindustrie für den Inhalt, die Struktur und den elektronischen Austausch von Informationen über Flugzeugtechnik und -wartung.“

Zitat der ASD zu S1000D

„S1000D, ‚Internationale Spezifikation für technische Veröffentlichungen unter Verwendung einer gemeinsamen Quelldatenbank‘, ist eine internationale Spezifikation für die Erstellung technischer Publikationen. Seit seiner Einführung vor über 30 Jahren hat sich der S1000D so weit entwickelt, dass er heute auf der ganzen Welt eingesetzt wird.“

Die Standards der ASD sowie der A4A waren ursprünglich zum Informationsmanagement in der Auszeichnungssprache Standard Generalized Markup Language (SGML) vorgesehen. Im Laufe der Zeit sind beide Organisationen für die Darstellung von Information zu XML gewechselt. Die Bachalorarbeit mit dem Titel „Vergleich der Spezifikationen für Technische Dokumentation ATA iSPEC2200 und S1000D“ gibt einen Hinweis auf die bestehenden Herausforderungen für die Harmonisierung der Standards der beiden Interessenvertretungen.

#### Die ASD Strategic Standardisation Group (SSG)
Zur Erarbeitung von faktischer Standardisierung setzt die ASD die ASD Strategic Standardisation Group (SSG) ein. Um die von den verschiedenen Interessenvertretungen erarbeiteten Standards miteinander zu vereinen und zu harmonisieren, wurde eine Absichtserklärung getroffen. Mitglieder der SSG sind: Airbus, Airbus Defence and Space, Airbus Helicopters, BAE Systems, Daher (Unternehmen), Dassault Aviation, Leonardo S.p.A., MBDA, MTU Aero Engines, Rolls-Royce Group, Saab, Safran S.A., und Thales Group. Standardisierung und Harmonisierung der ausgewählten Standards erfolgt über ein sogenanntes ASD SSG Radar Chart. Das Radar Chart soll zur Identifizierung des Unterstützungsgrads des Standards durch ASD beitragen. Offizielle Normen sind nur vereinzelt, als Kandidat, vertreten.

„Die Tatsache, dass ein Standard nicht als ‚adoptiert‘ erscheint, bedeutet nicht, dass er in der Branche nicht verwendet wird! (und so werden nicht notwendigerweise alle verwendeten Standards in das ASD SSG-Radar übernommen)“

Da zu jedem einzelnen Standard der S-Serie ein Gremium, in einer eigenen organisatorischen Struktur, existiert, werden auch jeweils einzelne Änderungsanträge gefordert. Nichtmitglieder der ASD könne Änderungsanträge über den sogenannten SpecRing stellen.

### Einordnung der S-Series of Standards
Die ASD versucht mit der S-Series of Standards ein Konzept des integrierten Produktsupports (IPS) (ehemals Integrated Logistic Support (ILS)) zu etablieren. Von der Produktentwicklung bis zur Ausmusterung (Verschrottung, Recyling) sollen die Daten innerhalb des Lebenszyklus eines Produkts verfolgt werden.

Die Spezifikationen besteht aus Datenmodellen zu verschiedenen Aspekten der Informationen innerhalb des Produktlebenszyklus. Die S1000D für die Technische Dokumentation. Die S2000M für Ersatzteillogistik. Die S3000L für die Logistik. Die S4000D für die Wartung. Die S5000F für das Feedbackmanagement. Die S6000T für Schulung. Die SX001G ist ein Glossar zur Erklärung der Datenmodelle innerhalb der S-Series of Specifikation. Die SX002D beschreibt ein übergeordnetes Datenmodell was die Zusammenhänge der verschiedenen Datenmodelle erklären soll. 

Product Lifecycle Management

Die Datenmodelle sind unabhängig vom realen Produktdatenmanagement (PDM) wie er heutzutage mit modernen Produktentwicklungsmethoden bei der Entwicklung von Produkten genutzt wird, wie beispielsweise Computer-aided design (CAD), Computer-aided manufacturing (CAM), Produktdatenmanagement (PDM), Digital Mock-Up (DMU) und computer-aided engineering (CAE).
Die S-Series Datenmodelle werden als Best Practice bezeichnet. Der Wirtschaftshistoriker Werner Abelshauser kritisiert Best Practice als einen Ausdruck des US-amerikanischen, neoklassischen Ideals deregulierter Märkte und uneingeschränkter unternehmerischer Prärogative. Die Kritik lehnt es ab, ein solch homogenes unternehmerisches Handeln global – auch in Europa und Japan – durchzusetzen. Im Unternehmensumfeld gilt, dass Best-Practice-Prozesse nie zugleich State of the Art sein können, da sie per Definition auf Bewährtes aus der Vergangenheit setzen.
Zusätzlich werden in verschiedenen nationalen Behörden, welche die Spezifikationen anwenden, unterschiedliche Durchführungsbestimmungen zu den übergeordneten Standards erarbeitet und angewiesen. Als Beispiele die Anweisung der Bundeswehr zur S2000M und die Anweisung zum National Style Guide (NSG) des Bundesministerium für Landesverteidigung zur selbigen S2000M. Auch alle anderen Spezifikationen der S-Serie werden in den nationalen Behörden unterschiedlich interpretiert und unterschiedlich durchgeführt, wie in der „ASD Presentation to Military Airworthiness Conference“ erwähnt, „A common regulatory framework that: can be implemented by government agencies, the services and industry, based on national regulation“.
Dieses Vorgehen ähnelt einer Filterblase. Alle involvierten Parteien arbeiten an Standards (siehe ASD und A4A oben), die häufig das gleiche Ergebnis haben sollen, aber meist nicht dem Stand der Technik entsprechen und „nur“ Datenmodelle abbilden.
Ein von der NASA im Jahr 2014 in Auftrag gegebenes White Paper mit dem Titel „White Paper for Technical Data Interoperability (TDI) Pathfinder Via Emerging Standards“ vergleicht die Standards der ASD, der A4A einige militärische Standards sowie internationale Normen. In dem White Paper wurden verschiedene Versuche die Daten, mithilfe Proprietärer Software, zu validieren unternommen. Die Ergebnisse hatten nicht den gewünschten Erfolg.
Die Masterthesis „Implementierung des E-Learning Modells SCORM in die ASD/AIA/ATA S1000D“ zeigt die Herausforderungen zur Harmonisierung in vorhandene Referenzmodelle. Das vom Autor herausgegebene Buch untersucht den wirtschaftlichen Aspekt ebenfalls.
Der Vortrag von Mark Willis, Leiter von IPS der Fa. Pennant gibt einen Einblick über die Historie und Entstehung der Ansätze von Integrated Logistics Support und der S-Series of Standards.
In einer kritischen Überprüfung der Einsatzfähigkeit der ILS Suite of Standards wurde mangelnde Benutzerfreundlichkeit, fehlende IT-Tools und keine Kopplung von Spezifikation und Datenaustauschtechnologie erwähnt. Auch wurden weitere Untersuchungen zu der Frage angeregt, wie sich die ILS-Suite in der Praxis bewährt (z. B. Fallstudien). Die Überprüfung endet mit den Worten:„In Würdigung der Arbeit aller ILS-Manager, LSA-Manager und ILS-Stipendiaten, insbesondere derjenigen die mit einer Vielzahl von Daten und Informationen in Tabellenkalkulationen zurechtkommen müssen.“

## ASD Standards vs. Normen
Die ASD Standards sind faktische Standards bzw. technische Spezifikationen. Im Gegensatz zu Normen als institutionellen Standards sowie Gesetzen, wie z. B. die Produktsicherheitsrichtlinie der EU oder das Produktsicherheitsgesetz (Deutschland), als legislativen Standards entwickeln die ASD Standards keine rechtliche Relevanz.
Die entwickelten und zur Verfügung gestellten Spezifikationen, sind Datenmodelle in Form von XML-Schemata. Ein Datenmodell ist: Ein Modell in der Datenorganisation der zu beschreibenden und verarbeitenden Daten eines Anwendungsbereichs (z. B. Daten des Produktionsbereichs, des Rechnungswesens oder die Gesamtheit der Unternehmensdaten) und ihrer Beziehungen zueinander. Ein XML Schema, abgekürzt XSD (XML Schema Definition), ist eine Empfehlung des W3C zum Definieren von Strukturen für XML-Dokumente. Darüber hinaus wird eine große Anzahl von Datentypen unterstützt. Stark vereinfacht ausgedrückt, ist ein XML Schema bzw. eine XML-DTD ein Inhaltsverzeichnis und Ausfüllanleitung für ein zu schaffendes Dokument.
Auf der Webseite der ASD-STAN kann z. B. die Spezifikation S1000D in die Suche eingegeben werden, und es wird kein Treffer ausgegeben. Ebenso bei der Suche nach dieser Spezifikation auf den Webseiten der Normungsorganisationen wie DIN. Das wiederum heißt, das die S-Series keinerlei rechtliche Relevanz bezüglich z. B. den Anerkannte Regeln der Technik haben.
Mit den Datenmodellen der ASD wird versucht den Datenfluss innerhalb des Product-Lifecycle-Management (PLM) abzubilden. Um die Produktdaten innerhalb des PLM abzubilden, existiert der STEP (STandard for the Exchange of Product model data) Standard. Dieser ist in der internationalen Norm ISO 10303 abgebildet.
Für alle in der S-Serie abgebildeten Standards gibt es schon von Normungsorganisationen erarbeitet Normen, die den Datenfluss abbilden und Vorgaben machen. Für z. B.die S1000D „Internationale Spezifikation für technische Veröffentlichungen unter Verwendung einer gemeinsamen Quelldatenbank“ die EN 61355 für Dokumentenklassen, die IEC/IEEE 82079-1 sowie weitere Normen zur Erstellung einer Gebrauchsanleitung. Für die S5000F „Internationale Spezifikation für die Rückmeldung von Betriebsdaten“ stehen heute Internettechniken zur Verfügung. Für die Anwendung der Datenmodelle stehen keine Lehrmaterialien zur Verfügung. Jede Behörde und jedes Unternehmen hat eine eigene Auslegung der S-Series of Standards.
Normen bilden als institutionelle Standards den Stand der Technik ab. ISO 9000 definiert Produkt als „Ergebnis einer Organisation, das ohne jegliche Transaktion zwischen Organisation und Kunden erzeugt werden kann“. Im PLM wird das Produkt über die ISO 10007 – Qualitätsmanagement – Leitfaden für Konfigurationsmanagement in seine Bestandteile aufgegliedert und bei komplexen Produkten möglichst mit Hilfe einer Terminologiedatenbank verwaltet. Die Grundlage jedes Produktes in der Entwicklung und im weiteren Verlauf der Datennutzung ist die ISO 10007. Normen geben meist auch die terminologisch korrekte Benennung für das jeweilige Fachgebiet an, wie z. B. die Titanlegierungen für die Luft- und Raumfahrt.
Mit Normen, die in Normungsorganisationen schon erarbeitet sind, ist die Datendurchgängigkeit schon alltägliche Praxis. Die Anwendung von Normen sind außerdem Grundlage von Qualitätsmanagement, wie ISO 9001, und Konformitätsserklärungen für das Produkt. In der EU sind sie Voraussetzungen für die CE-Kennzeichnung. Auch die Qualitätsnormen der NATO Allied Quality Assurance Publications (AQAP), hier die AQAP 2000, verweisen auf internationale Normen wie die übergeordnete ISO/IEC 15288 für den Produkt-Lebens-Zyklus, und die ISO 9001 für Qualitätsmanagement. In der EU ist das Neue Konzept für die Produktkonformität in der Europäischen Union die Grundlage für Produkt- und Arbeitssicherheit. Dazu wurden die europäischen Normungsorganisationen, CEN, CELENEC und ETSI mit der Verordnung (EU) Nr. 1025/2012 (Normungsverordnung) ermächtigt, Harmonisierte Normen zu erarbeiten.

## Kritik
Aufgrund der schon jahrzehntelangen Zusammenarbeit der in der Rüstungsindustrie involvierten europaweit aktiven Firmen auch mit den Behörden, besteht hier ein großes Machtgefälle.
In der Neuen Institutionenökonomik wird versucht diesen Punkt, insbesondere die Optimierung bei asymmetrischen Informationen innerhalb der Prinzipal-Agent-Theorie, wissenschaftlich zu ergründen und Abhilfe zu schaffen. Das soll, unter anderem, einen Lock-in-Effekt  verhindern. Der Lock-in-Effekt wird verstärkt, da die NATO und auch verschiedene nationale Behörden die Standards der ASD als Voraussetzung zur Vergabe des Beschaffungsauftrages machen.
Die Akteure wechseln teilweise die Seite und auch unrichtige Angaben von Seiten der ASD werden gemacht. Der EU-Beamte Burkard Schmitt, der bis 2014 bei der EU-Kommission „fast zehn Jahre lang mit allen Angelegenheiten der Sicherheit und Verteidigung“ zu tun hatte, bringt sich seit 2014 nun bei der ASD ein.
Das Netzwerk ALTER-EU hat am 27. Juli 2015 eine Beschwerde eingereicht, da die Angaben der ASD im EU-Lobbyregister unglaubwürdig sind. Als Interessenverband der auf vielen Gebieten tätig ist, werden Partnerschaften zu anderen Interessenverbänden gepflegt und, im Namen der jeweiligen Tätigkeitsfelder, ausgebaut.
Organisationen wie FragDenStaat kritisieren, dass die in der ASD organisierten Rüstungsunternehmen durch Einflussnahme andere Initiativen der EU, wie z. B. den European Green Deal, unterwandern. In den Jahren 2022–2024 hat die ASD ein hohes Engagement sowohl mit negativen als auch mit positiven Positionierungen zur Klimapolitik gezeigt. Die ASD scheint sich für EU-Vorschriften einzusetzen, die nachhaltige Flugkraftstoffe vorschreiben, während sie sich gegen die vollständige Einbeziehung des Luftverkehrs in den Nicht-CO2-Überwachungs-, Berichterstattungs- und Verifizierungsrahmen (MRV) im Rahmen des EU-ETS-Emissionshandelssystems (EU ETS) ausspricht.

### Einfluss verstärken und Taxonomien ändern
Neben der Etablierung von faktischen Standards versucht die ASD, über die nationalen Vereinigungen, sowie über das EU-Parlament ihren Einfluss auf die Gesetzgebung zu verstärken. So wurden zwischen Juni 2024 und Juni 2025 197 Treffen von Lobbyisten organisiert. Auch über die verschiedenen Bereiche, wie kritische Technologien und Lieferketten, Biozidprodukte, Innovationspartnerschaft für Rohstoffe und Klimapolitik, wird versucht den Einfluss zu verstärken.
Zusätzlich wird versucht die Taxonomie im Bereich Rüstung zu ändern und die Rüstung als Nachhaltig zu klassifizieren. Dies hätte große Auswirkungen auf Green Bonds und den European Green Deal.